# Zona de Planificación 5 de Ecuador

## Región Litoral
La Región litoral o zona 5 de Planificación es una de las nueve zonas de planificación en que se organiza el Ecuador y está conformada por las actuales provincias de Guayas, Los Ríos, Santa Elena, y Bolívar y el Régimen Especial de Galápagos.
Incluye 48 cantones y 72 parroquias. Tiene 2286.782 de habitantes distribuidos en un territorio de 33 916,68 km², de los cuales un 52 % se encuentra en la zona urbana y un 48 % en la zona rural (INEC 2010).
Los grandes centros en población y extensión de la Zona de Planificación 5 se encuentran ubicados en las provincias de Guayas y Los Ríos. Por otro lado, las de menor extensión como Santa Elena y Bolívar destacan como centro de actividad turístico – pesquera y fuente de seguridad alimentaria, respectivamente.
Entre los cultivos más representativos de la Zona 5 se encuentran el banano, el cacao, el café, arroz, en las provincias Guayas y Los Ríos; la caña de azúcar y maíz en las provincias de Guayas, Los Ríos y Bolívar y frutas tropicales en toda la zona; los principales sectores económicos que se destacan en la zona son el primario con un 38.7% y el terciario con 37.3%.
Una importante característica de esta zona es la variedad de ecosistemas que posee debido a que está compuesta por las tres regiones naturales: Costa, Sierra e Insular. Comprende un total de 14 987 341 Has de áreas protegidas terrestres, marinas y costeras, entre las cuales se pueden destacar el parque nacional Galápagos, el Bosque Protector Cordillera Chongón Colonche, la fauna marino costera Puntilla de Santa Elena, los Manglares de Churute del Guayas, el bosque protector Cascha Totoras y parte de la reserva faunística Chimborazo, en la provincia de Bolívar.
Por el Decreto Ejecutivo n.º 357, publicado en el Registro Oficial n.º 205, del 2 de junio de 2010, se crearon las zonas de planificación, y en el Registro Oficial n.º 290, del 28 de mayo de 2012, se publicó la correspondiente norma de creación de los distritos y circuitos de planificación.